# Ron Johnson (político)
Ronald Harold Johnson (Mankato (Minnesota), 8 de abril de 1955) es un político estadounidense afiliado al Partido Republicano. Actualmente representa al estado de Wisconsin en el Senado de ese país.